# Film biografico

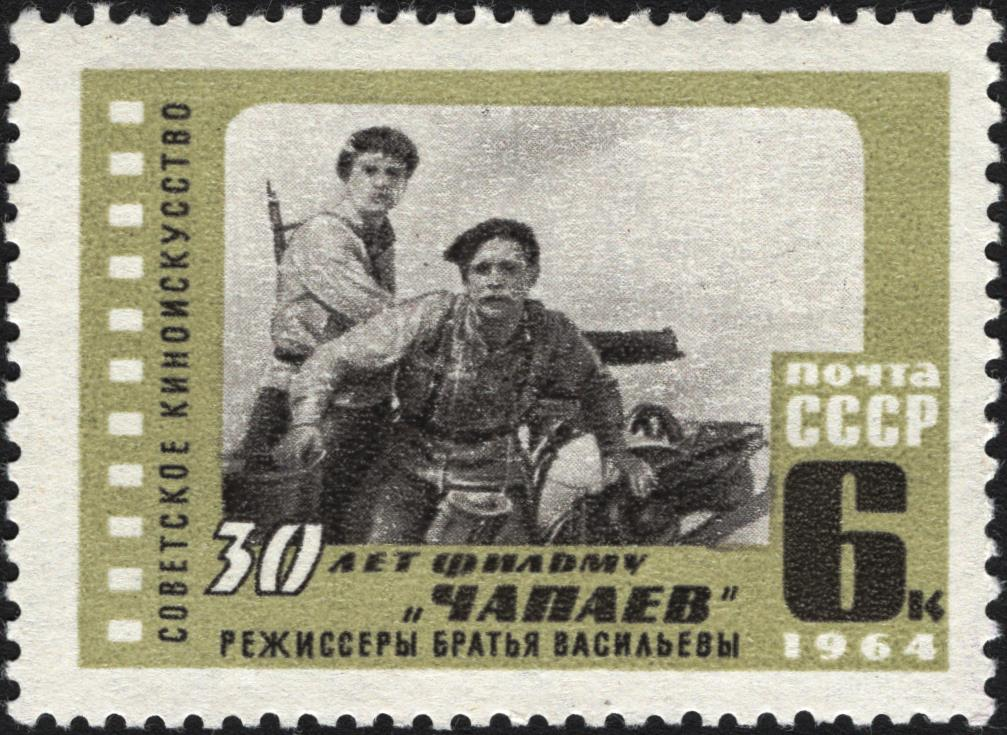
Chapaev, francobollo commemorativo sovietico del 1964 per il trentennale del film biografico Ciapaiev del 1934 sull'eroe di guerra bolscevico Vasilij Čapaev.

Un film biografico è un film in cui si rievoca la biografia, più o meno rielaborata, di un determinato personaggio realmente esistito. In gergo cinematografico questo genere di pellicola è chiamato anche biopic, termine di lingua inglese ricavato dalla contrazione dei lemmi biographic (motion) picture, "film biografico".

## Classificazione
Lo statuto di genere del film biografico è stato spesso oggetto di discussione, in quanto tali film si sviluppano spesso in combinazione con il film storico, il film di guerra, il film d'avventura, il film di gangster, il film sportivo, il musical, il western, eccetera, a seconda del personaggio oggetto del film e a seconda del taglio narrativo adottato. Si identificano comunque tre tipi fondamentali di film biografici:
- Film che rievocano sovrani, condottieri o grandi uomini politici. Tali film di solito rispecchiano le convenzioni del film storico;
- Film che rievocano scienziati, artisti, criminali, sportivi o altri esponenti della società civile. Tali film poggiano sulla ricostruzione d'epoca e sull'interpretazione di grandi attori;
- Film che rievocano la vita di personalità legate al mondo dello spettacolo, come musicisti, ballerini, cantanti, attori, registi, eccetera. In tali film spesso la ricostruzione biografica costituisce lo spunto per riproporre brani dei loro spettacoli, rimandando, per esempio, al musical, al cinema sul cinema (o metacinema).

## Storia
È un genere cinematografico di importanza avvicinabile a quella del genere drammatico, poiché spesso vengono rappresentate le vite di personaggi di importanza storica. Non a caso attori brillanti hanno ottenuto i loro primi riconoscimenti di attori drammatici recitando in biopic. Ad esempio è il caso di Ben Kingsley (Mohandas Karamchand Gandhi in Gandhi), Cate Blanchett (Elisabetta I d'Inghilterra in Elizabeth), Jamie Foxx (Ray Charles in Ray), Sandra Bullock (Leigh Anne Tuohy in The Blind Side), Benedict Cumberbatch (Alan Turing in The Imitation Game) o Rami Malek (Freddie Mercury in Bohemian Rhapsody).
Rari invece sono i casi in cui l'oggetto del film biografico è anche il protagonista del film come in un documentario-intervista; possiamo ricordare Howard Stern, protagonista del film sulla sua vita Private Parts.